# Carl Schnabel (Oberbergrat)

Carl Schnabel

Carl Schnabel (* 3. März 1843 in Siegen, Provinz Westfalen; † 23. November 1914 in Berlin) war ein deutscher  Metallhüttenkundler und Oberbergrat. Er modernisierte Hüttenwerke in Südrussland und lehrte in Clausthal als Dozent.

## Werdegang
Carl Schnabel wuchs in Siegen auf. Sein Vater Dr. Carl Schnabel war Naturwissenschaftler, Mitglied der Gesellschaft Deutscher Naturforscher und Ärzte und Direktor der Real- und höheren Bürgerschule in Siegen. Seine Mutter Hermine Schnabel starb bereits 1849. Mit Erlangen der Hochschulreife im März 1860 begann er das Studium des Berg- und Hüttenfaches.
Die Ausbildung zum Bergassessor war für die damalige Zeit eine langwierige Angelegenheit. Vor dem eigentlichen Studium, das er an den Universitäten Bonn und Berlin sowie der Bergakademie Berlin von 1862 bis 1865 absolvierte, unternahm er als Bergexpectant beim Oberbergamt Bonn diverse Praxiseinsätze auf westfälischen Revieren. Nach erfolgreichem Studienabschluss an der Bergakademie Berlin im August 1865 führte ihn seine Referendarzeit über die Reviere Siegen und Saarbrücken auch an die Bergschule Siegen und ans Oberbergamt Bonn, wo er die Prüfung als Bergassessor im Herbst 1869 ablegte.
Die Firma Siemens & Halske war von der Russischen Regierung beauftragt worden, in Südrussland ein ausgedehntes Telegraphennetz aufzubauen. Zu diesem Zwecke hatte die Firma Kupferbergwerke und zugehörige Hüttenwerke erworben, um die Rohstoffversorgung sicherzustellen. Schnabels Aufgabe war es von 1871 bis 1876, die Werke zu modernisieren und neue Verfahren einzuführen. Die Erfolge als Werkleiter gingen einher mit privatem Glück, als ihm seine kaukasische Frau 1873 eine Tochter gebar. Ende 1874 verstarb seine Frau, ebenfalls die zweitgeborene Tochter. Daraufhin bat Schnabel um Wiederaufnahme in den preußischen Staatsdienst, mit der Begründung, sein Leben in Transkaukasien sei durch ungesundes Klima und geistige Öde geprägt.
Im August 1876 wurde er in den Staatsdienst aufgenommen und dem Oberbergamt Clausthal zugeordnet. Als Hütteninspektor arbeitete er an der Lautenthaler Silberhütte und führte dort Experimente zur Prozessverbesserung und Emissionsminderung durch. Einen Teil seiner Forschungen fasste er in seiner Dissertation zur Gewinnung von Silber aus Bleierzen unter Zuhilfenahme von Zink zusammen, die er 1879 an der Universität Jena einreichte.
Im Jahre Juli 1882 wurde er zum Bergmeister befördert und mit der Leitung des Bergreviers Goslar betraut. Kurz danach heiratete er die 15 Jahre jüngere Marie Baehr aus Belgard in Hinterpommern. Gut zehn Jahre später verlor er auch seine zweite Frau durch eine Krankheit.
Im Sommersemester 1885 wurde er als Dozent für Metallhüttenkunde und Chemische Technologie an die Bergakademie Clausthal berufen und zum Bergrat befördert. Er bereiste in den Folgejahren Hüttenwerke im In- und Ausland und besuchte internationale Industrieausstellungen. Diese Studienreisen verknüpfte er mit dem eigenen Wissen zu einem Lehrbuch der Allgemeinen Hüttenkunde, welches 1890 veröffentlicht wurde. Im Jahre 1894 erfolgte die Ernennung zum Oberbergrat. Einen Ruf an die Bergakademie Berlin lehnte er 1897 ab.
In den späten 1890er Jahren machte ihm immer mehr sein rheumatisches Gelenkleiden zu schaffen, das es zeitweise notwendig machte, den Vorlesungsbetrieb im Krankenzimmer fortzuführen. Mit Unterstützung des Akademiedirektors beantragte er im Mai 1900 die vorzeitige Versetzung in den Ruhestand, dem auch stattgegeben wurde. Er zog im Herbst nach Berlin um.
In Berlin fand er Muße, sein autobiographisch geprägtes Buch Unter grünen Tannen des Oberharzes fertigzustellen. Auch ist die Harz-Hymnne Es ragen dunkle Tannen aus seiner Feder entsprungen. In Berlin wurde er auch als nichtständiges Mitglied des Kaiserlichen Patentamtes akkreditiert, jedoch verleideten ihm neben dem Rheumatismus auch noch Herzbeschwerden die regelmäßige Arbeit. Er starb kurz nach Ausbruch des Ersten Weltkriegs am 23. November 1914 im Alter von 71 Jahren.
Carl Schnabel war Angehöriger des Corps Guestphalia Bonn.
Die Technische Universität Clausthal ehrt bis heute um die Hochschule verdiente Personen mit der nach ihm benannten und mit seinem Bildnis versehenen „Carl-Schnabel-Medaille“.

## Seltenes und Kurioses
Auf einer seiner vielen Reisen schrieb er scherzhaft an seinen Stammtisch in Clausthal, dass er nach Erkundung so vieler Erdteile zu dem Schluss gekommen sei, den Bierehrlichsten Tisch auf der Erde gebe es zweifellos in Clausthal. Dieser Stammtisch – abgekürzt B.T.a.d.E. – tagt noch heute monatlich in einer Clausthaler Gaststätte und ehrt damit einen herausragenden Bürger und Hochschullehrer.

## Werke
- Geschichtliche Darlegung und wissenschaftliche Begründung der metallurgischen Processe der Silber-Gewinnung aus silberhaltigem Blei mit Hülfe von Zink unter besonderer Berücksichtigung dieser Processe auf den Hüttenwerken des Oberharzes, Dissertation Universität Jena, 1879.
- Lehrbuch der Allgemeinen Hüttenkunde, Springer Verlag, Berlin, 1890.
- Unter grünen Tannen des Oberharzes, Georg Nauck Verlag, Berlin, 1907.
- Handbuch der Metallhüttenkunde, 2 Bände, 1894–96.